# Томатный суп
Томатный суп — овощной суп, приготовленный из томатов. Часто используется как ингредиент в более сложных блюдах, и, в отличие от множества других острых супов, может подаваться как горячим, так и холодным. Его обычно делают из кусочков томата, или из пюре томата, или из того и другого. Консервированная версия супа очень популярна в Соединенных Штатах и обычно ассоциируется с Campbell Soup. В Великобритании томатный суп Heinz является одним из самых наиболее популярных супов.
Томатный суп можно приправлять разнообразными травами, подавать его со сметаной, крекерами, сыром. Также его можно купить в виде порошка.
Американский композитор Роберт Эшли написал «Империю», часть своей оперы «Аталанта», вдохновляясь томатным супом.
Томатный суп часто подают в паре с сэндвичем с сыром на гриле, тостами, хлебными сухариками или английским кексом.

## История
Первый опубликованный рецепт томатного супа появился в книге Н. К. М. Ли «Собственная кулинарная книга» (N. K. M. Lee's, The Cook's Own Book) в 1832 году. Рецепт томатного супа Элизы Лесли, опубликованный в «Новой кулинарной книге» (New Cookery Book) в 1857 году, популяризировал это блюдо. Компания Campbell Soup Company позже помогла популяризировать это блюдо, выпустив в 1897 году консервированный томатный суп. В США томатный суп обычно не употребляли в пищу до Гражданской войны из-за распространённого мнения, что плоды помидоров ядовиты.

## Пищевые свойства
Томатный суп, как правило, низкокалориен, содержа при этом много калия, а также витаминов C, K и A. Он также богат ликопином, каротиноидным пигментом, который, согласно некоторым заявлениям, полезен для здоровья благодаря своим антиоксидантным свойствам; в 2011 году Европейское агентство по безопасности продуктов питания пришло к выводу, что не существует достаточных доказательств того, что ликопин оказывает антиоксидантное действие на организм человека (особенно на кожу, сердце или зрение, защищая их от ультрафиолетового излучения).

## Промышленное производство томатного супа
Готовый томатный суп доступен в различных формах, включая консервированный, конденсированный и в виде порошка. Томатный суп фабричного производства может быть фасован в металлические банки или картонные упаковки.«Томатный» входит в тройку самых популярных вкусов супов, производимых  Campbell Soup Company.
Плоды помидоров — это продукт с высоким содержанием кислот, поэтому они не считаются продуктом с высоким уровнем риска заражения, так как pH плода обычно составляет от 4,2 до 4,9, в среднем около 4,5, что снижает возможность к размножению многих микроорганизмов. Однако некоторые патогены, передающиеся через пищу, всё же могут представлять серьёзную проблему с точки зрения безопасности продуктов и стабильности их срока хранения. Основная проблема при консервировании — анаэробные микроорганизмы, такие как Clostridium botulinum, которые вырабатывают токсины. Несмотря на то, что помидоры — это продукт с высоким содержанием кислоты, они всё равно попадают в диапазон, в котором этот организм может расти и вырабатывать ботулотоксин при pH 4,6–8,5 с оптимальной температурой роста от 30 до 40 °C и максимальной температурой 50 °C. Кроме того, бактерии могут образовывать термостойкие споры, которые, если начнут размножаться, станут угрозой.
Структура клеточной стенки, важная для роста и стабильности плодов в процессе созревания, не менее важна для качества томатных продуктов, которые могут готовиться из них. Пектины и целлюлоза определяют вязкость томатных продуктов.

## В искусстве
Томатный суп стал одним из символов поп-арта благодаря циклу работ художника Энди Уорхола «Банки с супом Кэмпбелл», созданных на основе дизайна консерв компании Campbell Soup.